# Muscolo ileocostale
Il muscolo ileocostale è la componente laterale del muscolo erettore spinale; estende la colonna o la flette lateralmente, ed è suddiviso in tre parti: ileocostale dei lombi, del dorso e del collo.

## Struttura
L'ileocostale dei lombi origina dalla tuberosità iliaca, dalla cresta iliaca e dal foglietto posteriore della fascia lombodorsale, e si inserisce in alto e lateralmente sugli angoli delle ultime otto coste.
L'ileocostale del dorso prende origine dalla faccia esterna delle ultime sei coste e si inserisce agli angoli delle prime sei e sul processo trasverso della settima vertebra cervicale (C7).
L'ileocostale del collo si trova in parte al di sotto del precedente; origina dagli angoli delle prime cinque o sei coste e si inserisce sui processi trasversi della quarta, quinta e sesta vertebra cervicale (C4-C5-C6).

## Funzione
Il muscolo ileocostale flette lateralmente la colonna se contratto unilateralmente, mentre estende l'intero rachide se contratto bilateralmente; interviene inoltre nei movimenti di torsione della colonna vertebrale.